# ナスル (ナスル朝)
ナスル（アブル＝ジュユーシュ・ナスル・ブン・ムハンマド, アラビア語: أبو الجيوش نصر بن محمد, ラテン文字転写: Abu'l-juyūsh Naṣr b. Muḥammad, 1287年11月1日 - 1322年11月16日）は、第4代のナスル朝グラナダ王国の君主である（在位：1309年3月14日 - 1314年2月8日）。
ナスルは1309年に兄のムハンマド3世の宮廷クーデターによる失脚を受けて即位した。ナスルが即位した当時のナスル朝は、ムハンマド3世の外交政策に端を発したカスティーリャ王国、アラゴン王国およびマリーン朝の三国との戦争に直面しようとしていた。ナスルは1309年9月にマリーン朝と和平を結び、すでにマリーン朝に占領されていた北アフリカの港湾都市のセウタに加えてイベリア半島のアルヘシラスとロンダをマリーン朝に割譲した。ナスル朝は同月にジブラルタルをカスティーリャとアラゴンによる包囲戦の末に失ったが、同様に包囲されたアルヘシラスはマリーン朝に譲渡されるまで持ちこたえ、1310年1月に包囲は放棄された。一方ではアラゴンのジャウマ2世が1309年8月にアルメリアを包囲したものの、この包囲作戦も失敗に終わり、1310年1月にアラゴン軍は撤退した。その後ナスルはカスティーリャのフェルナンド4世と平和条約を締結し、7年間の停戦と引き換えにカスティーリャへ貢納金と賠償金を支払い、いくつかの国境の町を明け渡した。
損失を最小限に抑えて戦争の終結に成功したにもかかわらず、ナスルは親キリスト教徒派であると疑われ、さらに天文学に傾倒して君主としての職務を怠っていると非難されたことで宮廷内での評判を落とした。そして1311年に義兄のアブー・サイード・ファラジュが反乱を起こし、当初は撃退に成功したものの、アブー・サイードの息子のイスマーイール（後のイスマーイール1世）による2度目の侵攻でアルハンブラ宮殿を占領され、1314年2月8日に退位を余儀なくされた。ナスルはイスマーイール1世から東部のグアディクスの統治を許されたものの、君主の地位を主張して「グアディクスの王」を名乗り、カスティーリャの支援の下で君主位の奪還を試みた。しかし、イスマーイール1世が1319年にベガ・デ・グラナダの戦いでカスティーリャ軍を破り、ナスル朝とカスティーリャの間で停戦の合意が成立したことで、カスティーリャによるナスルへの支援は終了した。その後ナスルは1322年に子孫を残すことなくグアディクスで死去した。

## 出自と初期の経歴

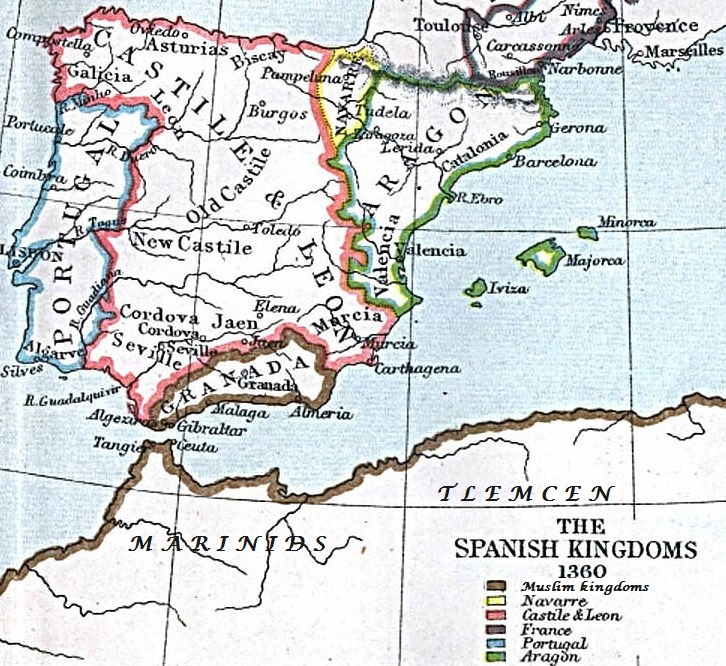
1360年時点のイベリア半島の勢力図。半島南部の茶色の部分がナスル朝。

アブル＝ジュユーシュ・ナスル・ブン・ムハンマドは、1287年11月1日（ヒジュラ暦686年ラマダーン月24日）に、恐らくナスル朝がグラナダに築いた要塞と王宮の複合施設であるアルハンブラ宮殿で生まれた。父親はナスル朝の第2代スルターンのムハンマド2世（在位：1273年 - 1302年）であり、母親はムハンマド2世の二番目の妻で解放奴隷のキリスト教徒であったシャムス・アッ＝ドゥハーである。また、ムハンマド2世は最初の妻との間に1257年生まれの長男のムハンマド（後のムハンマド3世、在位：1302年 - 1309年）と娘のファーティマ（1260年頃 - 1349年）を儲けた。ムハンマド2世はその学識と教養からアル＝ファキーフ（イスラーム法学者）の通り名で知られ、子供たちに知的活動の実践を奨励した。長男のムハンマドは詩作に熱中し、一方で娘のファーティマはバルナーマジュ（イスラーム学者の伝記と著書目録）、ナスルは天文学を熱心に学んだ。ナスルとはかなり歳の離れていた兄のムハンマドは、父親の治世中に後継者（Walī al-ʿAhd）に指名された。
1302年の父親の死後にムハンマド3世がスルターンとなった。しかし、ナスル朝はムハンマド3世の治世の最後の数年間にイベリア半島のキリスト教国のカスティーリャ王国とアラゴン王国、さらには北アフリカのマリーン朝の間で結ばれた自国より大きな近隣の三国間の同盟に対する戦争に陥りかねない状況となった。この悲惨な結果を招く可能性のある戦争に加え、ワズィール（宰相）のイブン・アル＝ハキームによる浪費がナスル朝の人々の怒りを買った。そして1309年3月14日（ヒジュラ暦708年シャウワール月1日、イード・アル＝フィトル）にワズィールの政敵であったアティーク・ブン・アル＝マウルを含むナスル朝の貴族たちが宮廷クーデターを起こし、ムハンマド3世に退位を強要してナスルを擁立した。ムハンマド3世はアルムニェーカルの私有地に隠棲したが、イブン・アル＝ハキームはクーデターの混乱の中でアティークに殺害され、その遺体は暴徒に汚された。ナスルは新しいスルターンとなり、ナスル朝の有力な一族の出身でクーデターを主導したアティークをワズィールに任命した。

## カスティーリャ、アラゴン、およびマリーン朝の三国間同盟に対する戦争

1306年時点のナスル朝の領土と都市を表した地図

ナスルが権力を握った頃、ナスル朝は同盟国を持たず、3つの大きな敵が自国に対して開戦の準備をしているという非常に危険な状況にあった。主な争奪の対象の一つは、1304年にマリーン朝に対して反乱を起こし、ムハンマド3世の治世中にナスル朝によって占領されていたジブラルタル海峡の北アフリカ側の港湾都市であるセウタであった。当時ナスル朝はアルヘシラスやジブラルタルなどのジブラルタル海峡の港湾都市に加え、東方のマラガとアルメリアを支配しており、さらにはセウタを占領したことで海峡の両岸に対する強力な支配を手にしていた。しかしながら、この状況はマリーン朝だけでなく、カスティーリャとアラゴンをも敵に回す結果を招いた。
マリーン朝は1309年5月12日にセウタへの攻撃を開始し、7月初旬にはアラゴンと正式な同盟を結んだ。アラゴンに小麦と大麦を供給し、モロッコのカタルーニャ商人に商業上の便宜を与え、双方がナスル朝と単独で講和を結ばない旨を約束することと引き換えに、アラゴンがガレー船と騎士を派遣してマリーン朝のセウタ攻略を支援することになった。この協定ではセウタを占領した後にマリーン朝へ都市を引き渡すことになっていたが、引き渡す前に都市を略奪してすべての持ち運ぶことが可能な資産をアラゴンへ譲渡することも定めていた。しかし、ナスル朝の統治に不満を抱いていたセウタの民衆が1309年7月21日にアラゴンの助けを借りることなくナスル朝の総督を倒し、マリーン朝に都市を明け渡した。セウタを取り戻したことでマリーン朝はナスル朝に対する態度を軟化させ、双方のイスラーム国家は交渉に入った。
すでにナスルは4月以降フェズのマリーン朝の宮廷に何度か使者を派遣しており、交渉の結果1309年9月下旬に和平が合意に達した。ナスルはこの合意でマリーン朝によるセウタの支配を受け入れ、さらにはヨーロッパ側のアルへシラスとロンダの両都市とその周辺の領土の割譲を認めた。マリーン朝は1294年を最後にイベリア半島から撤退していたが、この合意の結果、ナスル朝が伝統的に領土としていた半島内の土地に再び拠点を持つことになった。もはやアラゴンからの援助を必要としなくなったマリーン朝は両者の間の同盟を破棄し、約束していたセウタからの戦利品を送らなかった。すぐにアラゴン王ジャウマ2世（在位：1291年 - 1327年）はカスティーリャ王フェルナンド4世（在位：1295年 - 1312年）に手紙を記し、マリーン朝のスルターンのアブー・アッ＝ラビー・スライマーン（在位：1308年 - 1310年）について、「王よ、今後我々はあの王を敵と見なすことができるように思える」と書き送った。

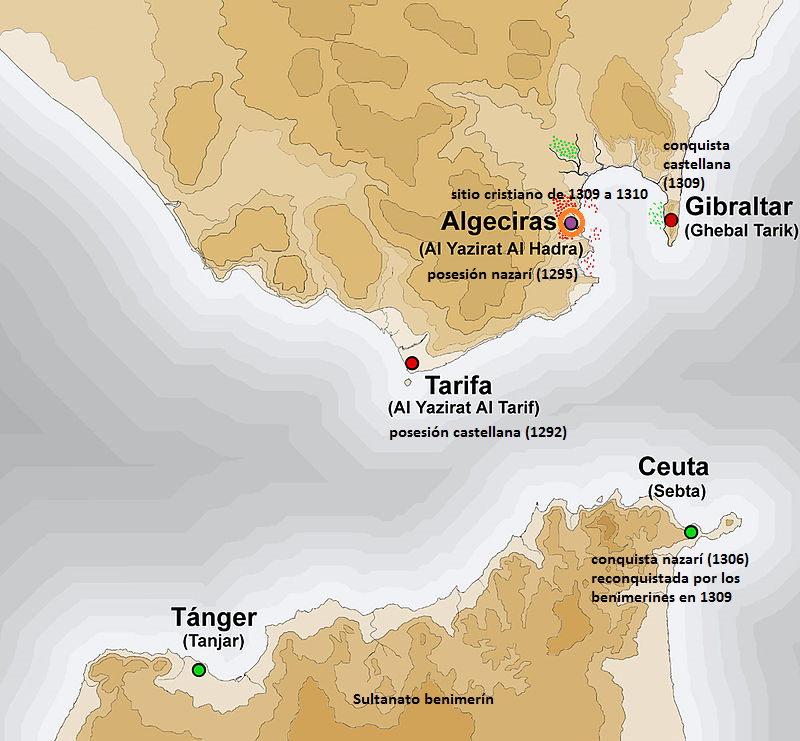
1309年9月にジブラルタルがカスティーリャに降伏した時点におけるジブラルタル海峡の主要な港湾都市の勢力図。カスティーリャ王国 (赤)、ナスル朝 (紫)、マリーン朝 (緑)。

セウタをめぐる争いが進んでいた一方で、7月3日にはポルトガルもカスティーリャとアラゴンの同盟に加わった。そしてこれらのキリスト教徒の連合軍がフェルナンド4世による指揮の下で1309年7月末にナスル朝の西端の港湾都市であるアルヘシラスを包囲した。その後、程なくして連合軍の分隊が近隣のジブラルタルも包囲した。2台の包囲攻撃用の兵器がジブラルタルの城壁に攻撃を加え、アラゴンの船が港を封鎖した。そしてナスル朝とマリーン朝が和平を結ぶ直前の1309年9月12日にジブラルタルは降伏した。街のモスクは教会に改造され、住民のうち1,125人がキリスト教徒の支配下に置かれることを望まず北アフリカへ去った。ジブラルタルの港はアルヘシラスほどの重要性はなかったものの、カスティーリャがジブラルタル海峡への戦略的な足掛かりを得たという点でこの港の征服は重要な意味を持っていた。ジブラルタルは1333年にイスラーム教徒の手に戻り、1464年には再びカスティーリャの手に渡るなど、長期にわたって海峡のいくつかの港湾都市をめぐる争いが続いた。
アルヘシラスに対する包囲はジブラルタルの降伏後も続いていたが、ナスル朝とマリーン朝の間で和平が成立したことでアルヘシラスはマリーン朝のものとなり、都市の守備隊はマリーン朝のために戦うことになった。マリーン朝がアルヘシラスの防御を強化するために軍隊と物資を送る一方で、スルターンのナスルは東方の戦線に注意を向けた。そして10月下旬か11月のいずれかに、フェルナンド4世の叔父にあたるインファンテ（王族に与えられる称号）のフアン・デ・カスティーリャと従兄弟のドン・フアン・マヌエルに率いられた500人のカスティーリャの騎士の一団がアルヘシラスに対する包囲軍から離脱した。この出来事は残った包囲軍の士気を低下させ、反撃を受けやすい状況を作った。それでもなおフェルナンド4世は包囲の継続を決意し、アルヘシラスから撤退する不名誉よりも戦いで死ぬことを選ぶと誓った。

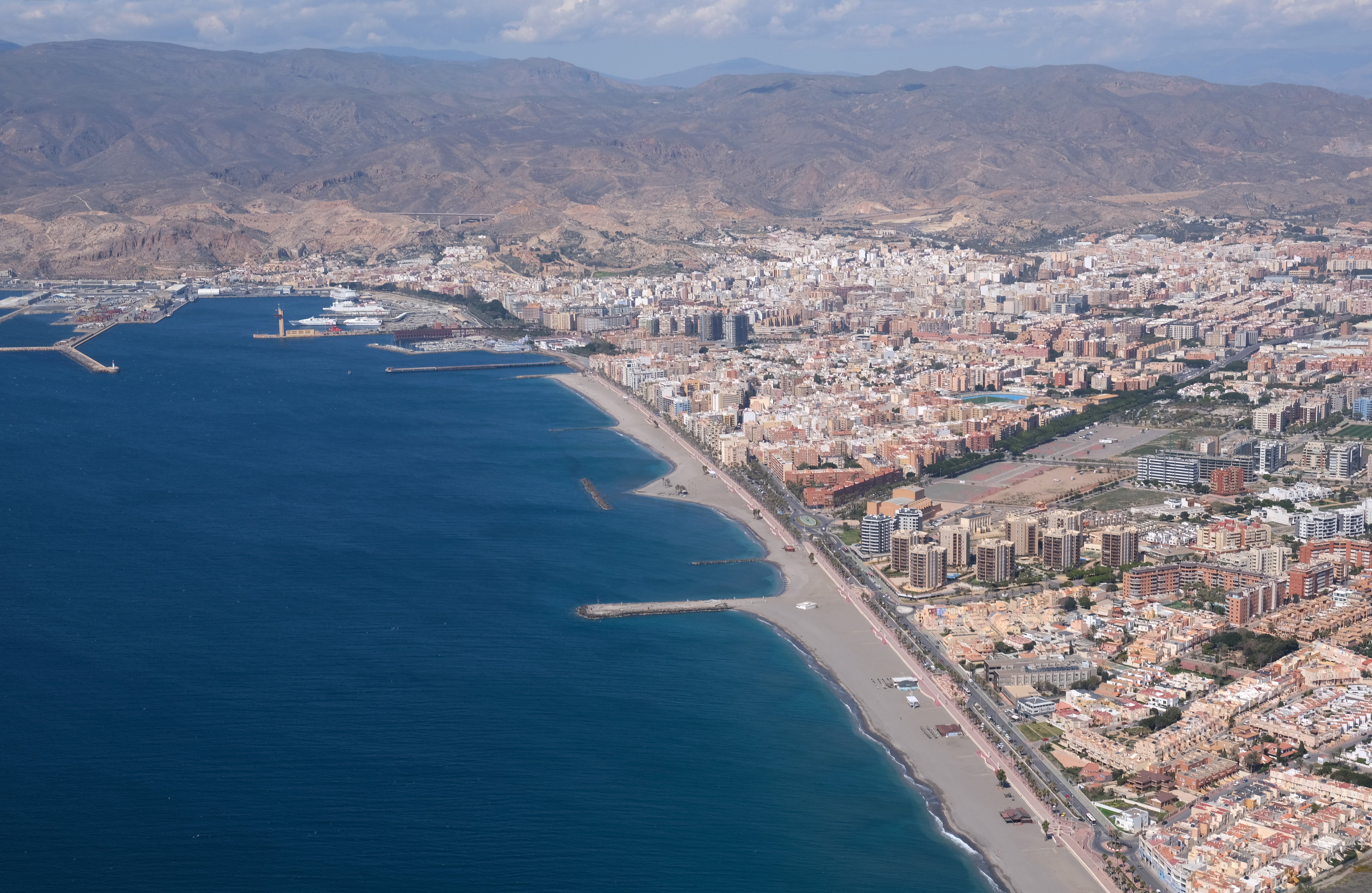
1309年にアラゴン軍による包囲を受けたアルメリア

東部方面の戦線ではアラゴン軍がカスティーリャの支援を得てアルメリアを包囲していた。しかし、ジャウマ2世の率いるアラゴン軍は到着が遅かったために1309年8月中旬に海路でアルメリアに到達した時にはすでに都市は物資の備蓄と防御体制の改善に成功していた。アラゴン軍のアルメリアに対する一連の攻撃は失敗に終わり、一方でナスルは都市を救援するためにウスマーン・ブン・アビー・アル＝ウラーが率いる部隊を派遣した。派遣された部隊はアルメリア近郊のマルチェナでアラゴン軍の一部隊を破るとマルチェナに陣を張り、包囲側の徴発部隊に繰り返し攻撃を加えた。
アルメリアは冬に近づいても依然として包囲に持ちこたえ、さらに11月に入るとアルヘシラスへの包囲が緩んだことから、ナスル朝は東方へより多くの援軍を送ることが可能になった。結局、12月末にジャウマ2世とナスルは停戦に合意し、アラゴン軍はナスル朝の領内から撤退することになった。撤退時には何度か衝突が発生したものの、1310年1月に撤退は完了した。ナスルはアラゴン軍の撤退中にジャウマ2世へ手紙を送った。その手紙の中で、ナスル朝の領内で略奪を働いていたアラゴン軍の部隊がいたことから都市の守備隊がこれらの部隊を拘束し続けなければならなかったと述べ、さらにアラゴンの船が迎えに来るのを待つ間、「一部に飢えに苦しんでいる者がいたため」イスラーム教徒たちが自費で住居や食料を提供したことを伝えた。
フェルナンド4世によるアルヘシラスへの包囲はほとんど状況に進展がなく、1310年1月までに包囲を解除してナスルとの交渉に入った。しかし他の場所では戦争行為が依然として続いていた。例としてフェルナンド4世の弟であるインファンテのペドロ・デ・カスティーリャの率いるカスティーリャ軍がへレス近郊のテンプルの町を占領し、カスティーリャとアラゴンの艦隊は5月に入ってもなおナスル朝の海域を哨戒していた。そして同年5月26日にナスル朝とカスティーリャの間で7年間の平和条約が締結された。この条約の中でナスルは150,000ドブラの賠償金と毎年11,000ドブラの貢納金をカスティーリャへ支払うことに同意した。さらにナスル朝は攻略されたジブラルタルに加え、以前の戦争でナスル朝が獲得していたケサーダやベドマルを含む国境の町をカスティーリャへ割譲した。また、双方の君主はお互いの敵対勢力に対して相互に支援することで合意した。ナスルはカスティーリャの臣下となり、カスティーリャから要求された場合には年に最大3か月まで自前の兵力と費用による軍事力の提供を義務付けられた。両国の間には複数の市場が開設され、フェルナンド4世は国境地域のキリスト教徒とイスラーム教徒の間の紛争を裁くための特例的な辺境裁判官（juez de la frontera）を任命することになった。一方、ナスル朝とアラゴンの間の条約に関する歴史的記録は見られないものの、ナスルがジャウマ2世に65,000ドブラの賠償金を支払うことに同意し、そのうち30,000ドブラがフェルナンド4世の負担となっていたことが知られている。

ジブラルタルから望むジブラルタル湾と対岸左方のアルヘシラス

イベリア半島におけるマリーン朝の支配は短命に終わった。1310年11月にアブー・アッ＝ラビー・スライマーンが死去し、アブー・サイード・ウスマーン2世（在位：1310年 - 1331年）がスルターンの地位を継いだ。ウスマーン2世はイベリア半島の領土のさらなる拡大を望んでいたものの、1311年7月25日にジブラルタル海峡に派遣した艦隊がアルヘシラス沖でカスティーリャの艦隊に敗れた。その後ウスマーン2世はアルヘシラスとロンダを含むイベリア半島の領土をナスル朝に返還して撤退することを決めた。

## 反乱の勃発と退位
ナスルとワズィールのイブン・アル＝ハッジ（アティーク・ブン・アル＝マウルが北アフリカへ逃亡したために後任となった人物）は、3つの戦線における戦争を最小限の被害で終わらせることに成功したにもかかわらず、その後すぐに宮廷内での評判を落とした。歴史家のレオナード・パトリック・ハーヴェイは、その原因についてははっきりとしていないと述べている。当時と近い時代に生きた学者であるイブン・ハルドゥーンは、両者の「暴力と不正への傾倒」が原因であったと記しているが、ハーヴェイはこの説明を敵意に基づいたプロパガンダであるとして否定している。一方でアラビア学者のアントニオ・フェルナンデス・プエルタスは、不人気の理由を貴族たちから度を越しているとみなされたナスルの科学への探求や、スルターンとワズィールの親キリスト教徒的な姿勢に疑いの目が向けられていたことと結びつけている。ナスルはアストロラーベや天文表（ズィージュ）の製作にあまりにも時間をかけ過ぎていたために君主としての職務を怠っていたといわれている。また、親キリスト教徒的な姿勢を疑われていた理由は、キリスト教徒の母親から教育を受けていたことや、フェルナンド4世との関係が良好であったことに起因している。イブン・アル＝ハッジはスルターンに対してあまりにも強い影響力を持っていると考えられていたために人気がなく、さらに両者ともしばしばカスティーリャ風の衣装を着ていたことでより印象を悪くしていた。

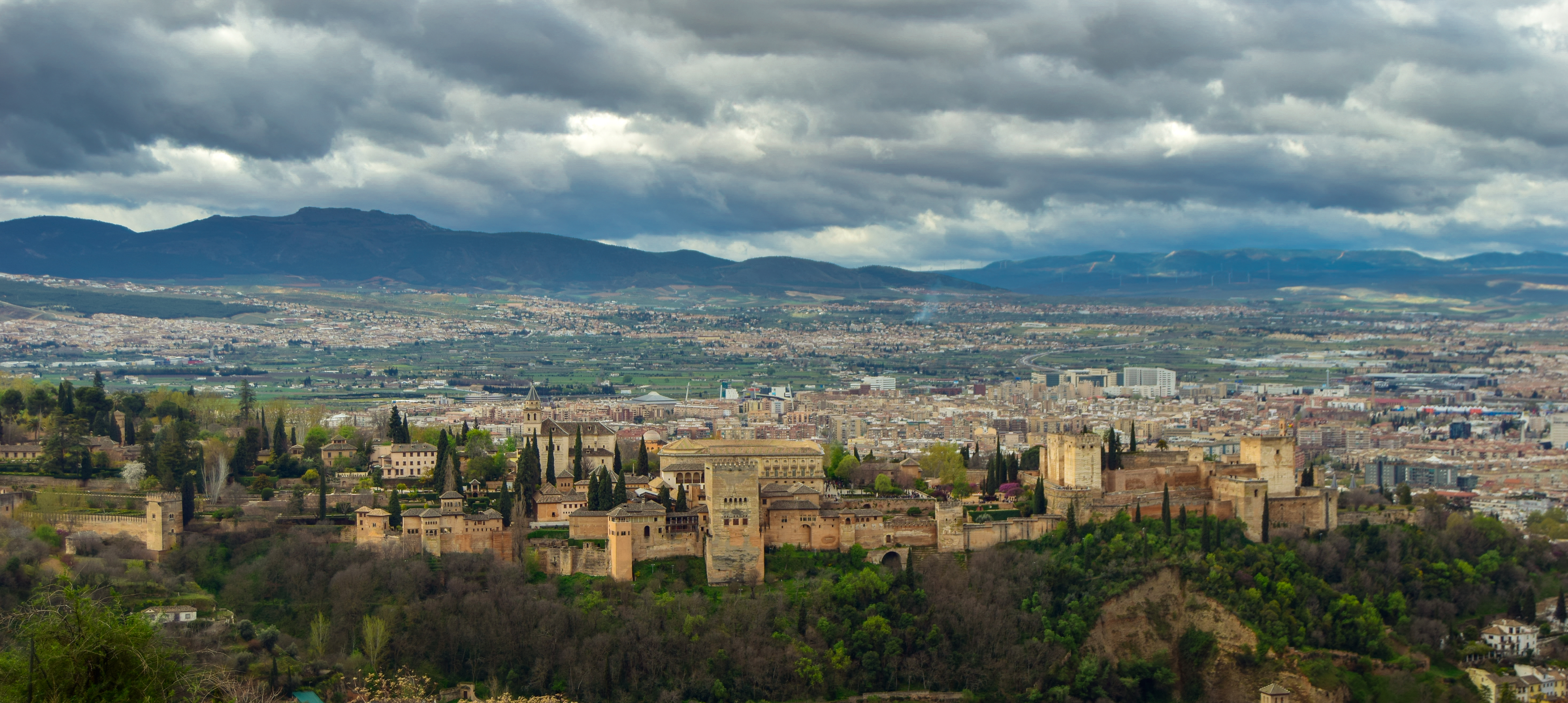
アルハンブラ宮殿とグラナダ

1310年11月にナスルは重病に倒れ、宮廷内の一派が廃位されたムハンマド3世を再び擁立しようとした。老齢で盲目に近い状態であったかつてのスルターンはアルムニェーカルから輿で運ばれた。しかしムハンマド3世が復位する前にナスルの病状が回復したため、この計画は失敗に終わり、ナスルは兄をアルハンブラ宮殿のダール・アル＝クブラ（「大きな家」の意）に幽閉した。その後ナスルは兄を溺死させたが、その時期については複数の一致しない記録が残されている。14世紀のナスル朝の歴史家であるイブン・アル＝ハティーブは、1311年2月中旬、1312年の2月から3月の間、1312年2月12日、および1314年1月21日の4つの日付を挙げているが、歴史家のフランシスコ・ビダル・カストロは4つのすべての日付を検討し、他の信頼性の高い記録やムハンマド3世の墓碑にも記述が見られることから、最も遅い1314年1月21日が確実な日付であると結論づけている。
失敗に終わったクーデターの計画に続いて反乱の指導者となったのはマラガの総督でナスル朝の王族の一人であるアブー・サイード・ファラジュだった。アブー・サイードはナスルの祖父でナスル朝の建国者であるムハンマド1世（在位：1232年 - 1273年）の甥にあたり、ナスルの姉のファーティマと結婚していたことから、ナスルにとっては義理の兄でもあった。アブー・サイードは例年のナスルへの表敬に訪れた際に宮廷におけるスルターンの評判の悪さを目にした。また、ナスルについて聞き及んだことに関して嫌悪感を抱いた。アントニオ・フェルナンデス・プエルタスによれば、アブー・サイードはムハンマド3世の死の噂にさらなる強い憤りを見せた。
アブー・サイードは1311年にマラガで反乱を起こした。しかし、自分がスルターンであるとは宣言せず、妻のファーティマを通してムハンマド2世の孫にあたるという正統性を有していた息子のイスマーイール（後のイスマーイール1世、在位：1314年 - 1325年）をスルターンとして宣言した。マラガの反乱者は都市に駐留していたアル＝グザート・アル＝ムジャーヒディーンの司令官であるウスマーン・ブン・アビー・アル＝ウラーに率いられた北アフリカ出身者の軍隊による支援を得た。一方のナスルは、北アフリカから追放された王子であるアブドゥルハック・ブン・ウスマーンとハンムー・ブン・アブドゥルハックに率いられたウスマーンとは別の北アフリカ出身者の軍隊による支援を受けた。

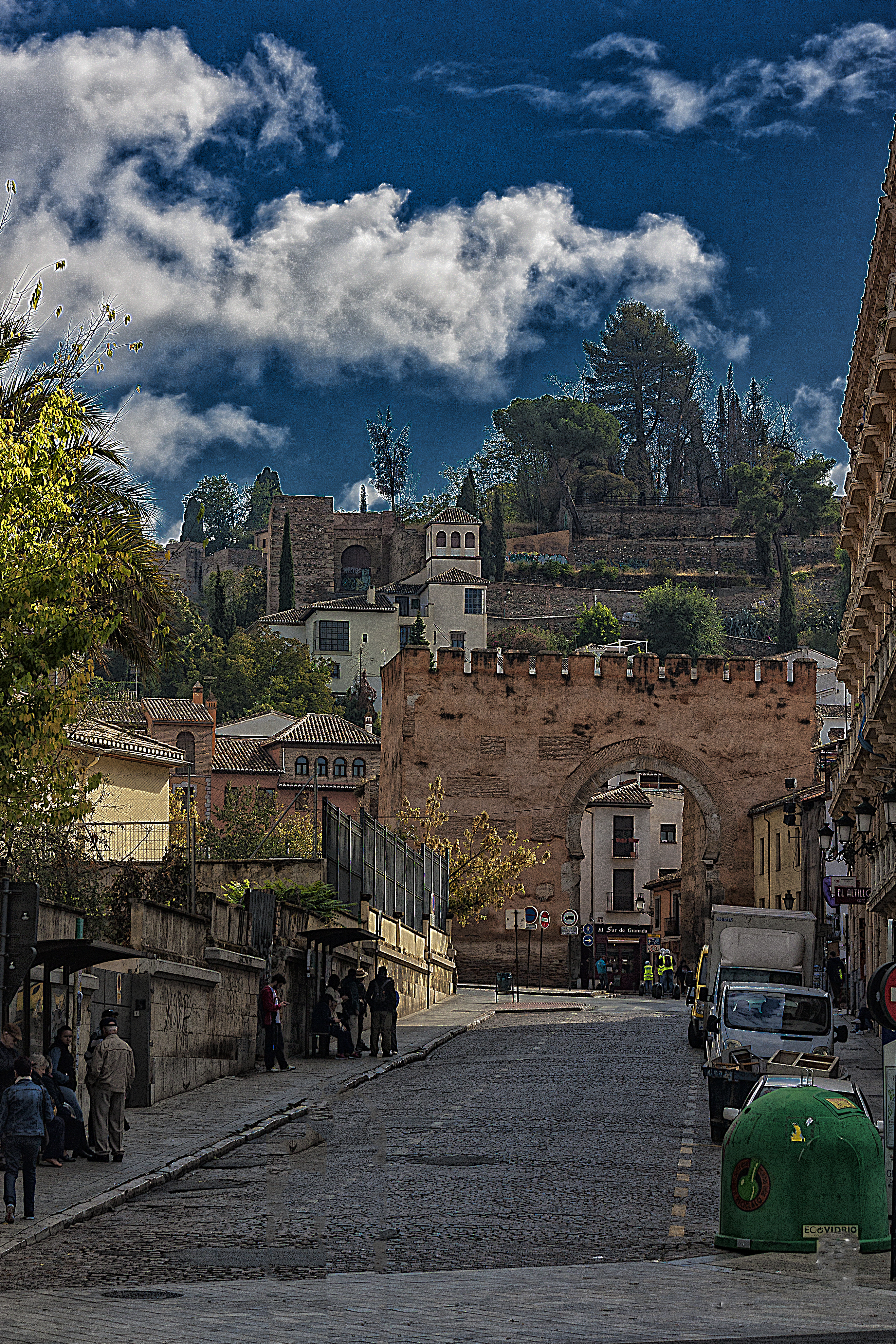
イスマーイールの率いる反乱軍がグラナダに入城した際に通過したエルビラ門

反乱軍はアンテケーラ、マルベーリャ、およびベレス＝マラガを奪い、ベガ・デ・グラナダへ進軍した。そしてアラビア語の史料においてアル＝アトシャ（恐らく今日のラチャルと考えられている）と呼ばれる場所でナスルの軍隊を打ち破った。この戦いでナスルは落馬して馬を失い、徒歩でグラナダへ逃げ帰らなければならなかった。その後、アブー・サイードはグラナダへの包囲を開始したが、長引く軍事行動を支えるだけの物資が不足していた。ナスルはフェルナンド4世に支援を求め、1312年5月28日にペドロ・デ・カスティーリャに率いられたカスティーリャ軍がアブー・サイードとイスマーイールの軍隊を破った。アブー・サイードは講和を求め、自分がマラガの総督の地位を維持し、スルターンへの納税を再開するという条件の下で8月5日に和平が成立した。カスティーリャでは1312年8月にフェルナンド4世が死去し、1歳の息子のアルフォンソ11世（在位：1312年 - 1350年）が後継者となった。ナスルはカスティーリャの王位継承が起きる直前の時期にカスティーリャに対する例年の貢納金を支払った。
スルターンのナスルへの反発はその後も続き、反ナスル派の人々はグラナダの宮廷からマラガへ逃れた。そして程なくしてイスマーイールは母親のファーティマとウスマーン・ブン・アビー・アル＝ウラーの助けを借りて反乱を再開した。イスマーイールがグラナダへ進軍を続けるにつれて軍隊の規模は膨れ上がり、首都の住民はイスマーイールのために城門を開いた。イスマーイールはエルビラ門からグラナダに入り、ナスルが留まっていたアルハンブラ宮殿を包囲した。ナスルはアルフォンソ11世の即位後にカスティーリャの摂政の一人となっていたペドロ・デ・カスティーリャに助けを求めようとしたが、カスティーリャによる救援は間に合わなかった。ナスルは1314年2月8日（ヒジュラ暦713年シャウワール月21日）に退位を余儀なくされた。そしてアルハンブラ宮殿を明け渡す代わりにグアディクスへ去り、総督としてグアディクスを統治することが認められた。アブドゥルハック・ブン・ウスマーンとハンムー・ブン・アブドゥルハックの両者もナスルに付き従ってグアディクスへ向かった。

## 君主位奪還への試みと死

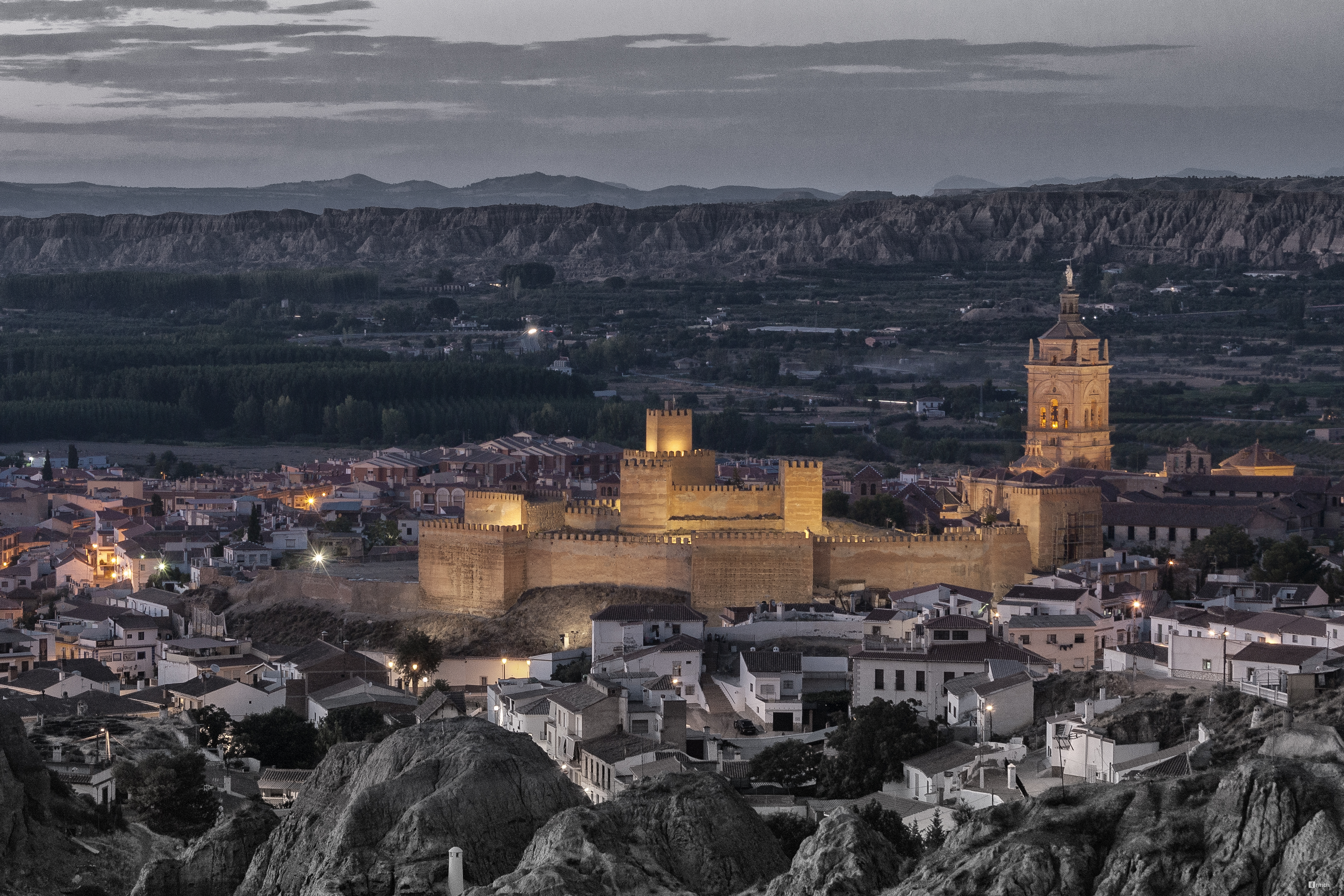
現代のグアディクスの街並みとアルカサバ（城塞）

ナスルはイスマーイールに敗れてグアディクスに移った後も君主の地位を要求し続けた。そして自らを「グアディクスの王」と称し、親族や自分に仕える者を率いてスルターンに即位したイスマーイール1世に抵抗した。対するイスマーイール1世は1315年5月にグアディクスを包囲したものの、制圧には失敗し、45日後に撤退した。ナスルはペドロ・デ・カスティーリャとフアン・デ・カスティーリャ、さらには国王の祖母のマリア・デ・モリーナによる執政の下で統治されていたカスティーリャに繰り返し支援を求めた。ペドロ・デ・カスティーリャはナスルと面会して支援することに同意した。しかしその一方で、アラゴンのジャウマ2世に対してこの機会に乗じてナスル朝を自ら征服するつもりであると語り、協力と引き換えにナスル朝の領土の6分の1をアラゴンに譲渡すると伝えた。一方のナスルは、1316年1月にジャウマ2世に対し今回の軍事作戦は自分がナスル朝のスルターンとして復帰するための行動であると何度も念を押した。そしてペドロ・デ・カスティーリャに対しては、自分がスルターンの地位の奪還に成功した際には支援の見返りとしてグアディクスを譲渡すると申し出た。
カスティーリャの軍事作戦の準備は1316年の春に始まった。ナスル朝軍はナスルのいるグアディクスを再び包囲したが、5月8日にはウスマーン・ブン・アビー・アル＝ウラーに率いられたナスル朝軍がグアディクスへの物資の補給を試みるカスティーリャ軍を迎え撃った。戦闘はアリクンの近郊で発生し、ナスルの支援を受けたペドロ・デ・カスティーリャの率いるカスティーリャ軍がナスル朝軍を打ち破る結果に終わった。1500人の戦死者を出したウスマーンの部隊はグラナダへ撤退した。その後、戦争は何度かの短期の休戦による中断を挟みつつ数年にわたって続いた。そして1319年6月25日にウスマーンが率いるナスル朝軍とペドロ・デ・カスティーリャが率いるカスティーリャ軍の間で起こったベガ・デ・グラナダの戦いで戦争は最高潮に達した。この戦いでペドロ・デ・カスティーリャは部隊を先導しようとしていた最中に襲撃されて打撃を受けたか、ナスル朝軍の騎兵に自ら突撃した際に揉み合いとなったことで落馬し、その後すぐに死亡した。そしてともに参戦していたフアン・デ・カスティーリャも突然「死んでも生きてもいない」行動不能な状態に陥り、同じ日の夜間に死亡した。ナスル朝の軍隊は戦意を喪失したカスティーリャ軍を完全に打ち破った。カスティーリャは戦いでの敗北と二人の摂政の死によって指導者不在の状態となり、内部の混乱を招く結果に終わった。一方のイスマーイール1世は戦いに勝利したことで優位な状況を手にした。王室の指導力の欠如のために国境地帯の都市の地域連合であるエルマンダード・ヘネラル・デ・アンダルシアがナスル朝との交渉に動き、1320年6月18日にバエナにおいてエルマンダードとイスマーイール1世の間で8年間の停戦の合意に達した。この合意にはカスティーリャ人が他のムーア人の王を支援しないという条項が含まれていたため、カスティーリャによるナスルへの支援は実質的に終了した。

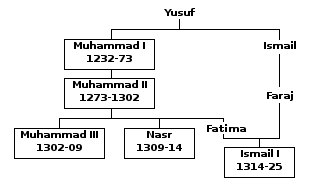
イスマーイール1世までの初期のナスル朝の系図。枠内の人物がスルターン。

最終的にナスルは1322年11月16日（ヒジュラ暦722年ズルカアダ月6日）に35歳で子孫を残すことなくグアディクスで死去し、王朝の創設者であるムハンマド1世から続くナスル朝の男系男子の王統は途絶えた。その後はイスマーイール1世の子孫がスルターンの地位を継承した。イスマーイール1世の父親であるアブー・サイード・ファラジュは王室の傍系の出身であったが、ムハンマド1世の孫娘である母親のファーティマが王室の血統を子孫へ伝えた。ナスルには後継者がいなかったために当面は王朝の統一が図られ、イスマーイール1世は以前にナスルの支配下にあった領域を平和裡にナスル朝の下に再統合した。ナスルは当初グアディクスのアルカサバ（城塞）のモスクに埋葬されたが、一か月後に祖父のムハンマド1世と兄のムハンマド3世が葬られていたアルハンブラ宮殿のサビカの丘へ改葬された。

## 人物と遺産

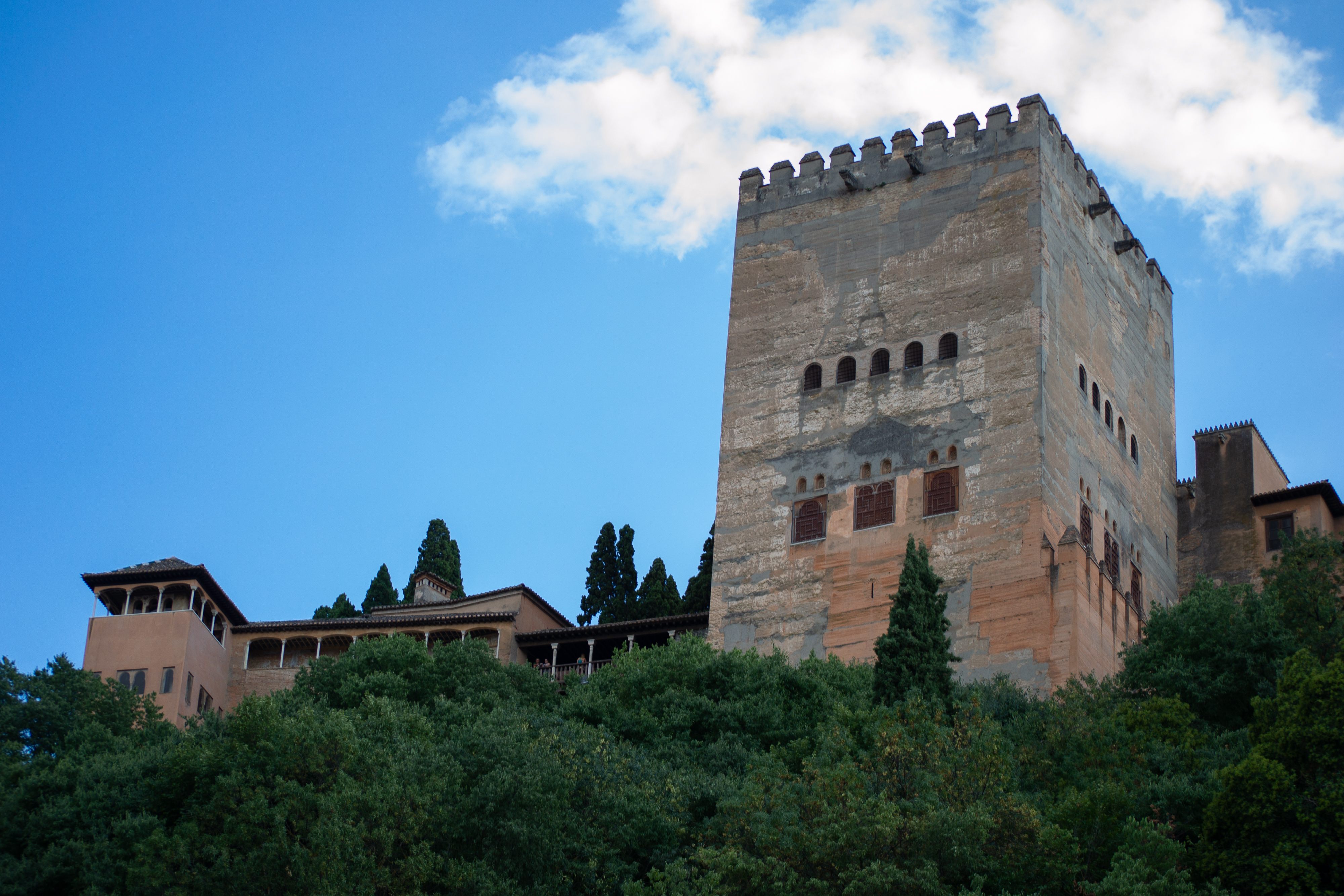
現代ではペイナドール・デ・ラ・レイナの名で知られるナスルが建設したアブル＝ジュユーシュの塔

ナスル朝の伝記作家たちは、ナスルを威厳のある物腰で気品があり、穏やかな性格で平和を好む人物であったと説明している。ナスルはムハンマド2世の招きに応じてグラナダに移住したムルシア出身の天文学者のイブン・アッ＝ラッカーム（1250年 - 1315年）から手ほどきを受けたことで天文学に精通するようになり、さまざまな暦や天文表を自ら作成した。また、当時の著名な医師であったクレビジェンテ出身のムハンマド・アッ＝サフラーのパトロンとなり、ナスルが失脚した後はナスルに従ってグアディクスで専属の医師となった。さらに、ナスルはアルハンブラ宮殿のアブル＝ジュユーシュの塔の建設を担った。この塔はムハンマド2世によって築かれた城壁の上に建つ長方形の塔で、宮殿群の外部へ通じる地下道につながる隠し階段が設置されている。後に神聖ローマ皇帝カール5世の妃であるイサベルが使用したことから、現代ではペイナドール・デ・ラ・レイナ（女王の理容部屋）の名で知られている。この塔はナスルの後継者たちによって使用され、さらには改修が加えられたと考えられており、ナスルを失脚させたイスマーイール1世の息子であるユースフ1世（在位：1333年 - 1354年）は、塔の内部に記されたナスルに関する言及を自分の名前に置き換えようとした。
過去から現代に至るまでの歴史家は、ナスルの退位とイスマーイール1世の即位を、ムハンマド1世（またはラカブのアル＝ガーリブ・ビッ＝ラーフの名で知られている）から始まるアッ＝ダウラ・アル＝ガーリビーヤ・アン＝ナスリーヤ（アル＝ガーリブのナスル朝）の終焉と、アッ＝ダウラ・アル＝イスマーイーリーヤ・アン＝ナスリーヤ（イスマーイールのナスル朝）として知られる新しい王統の始まりとして位置付けている。ナスル朝には君主の地位の継承に関する特定の規則はなかったものの、イスマーイール1世は母系から地位を継承した数少ない君主の一人であった。もう一つの母系からの継承の事例は1432年のユースフ4世（在位：1432年）の即位によるものである。